# De lictoren brengen Brutus de lichamen van zijn zonen

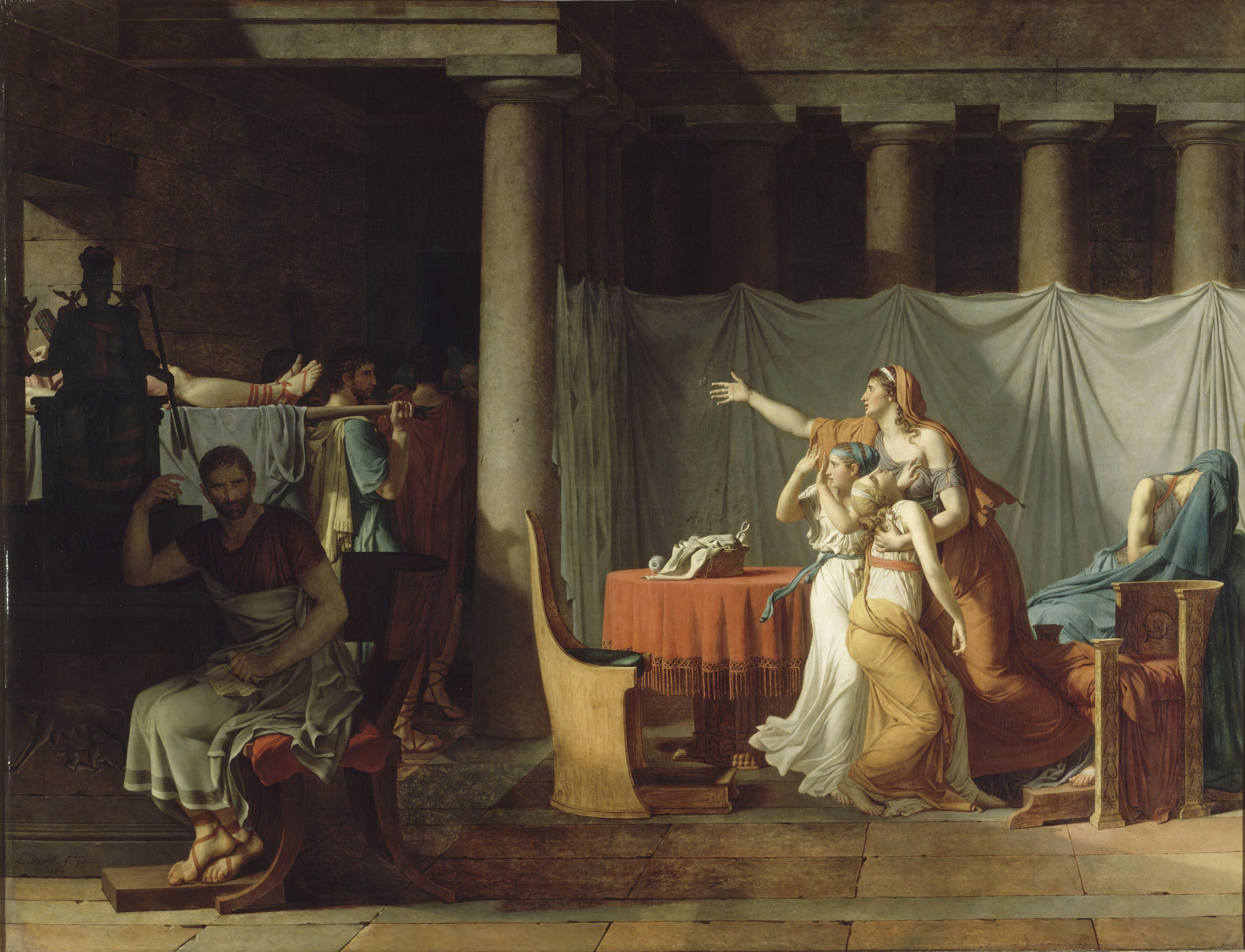
De lictoren brengen Brutus de lichamen van zijn zonen

De lictoren brengen Brutus de lichamen van zijn zonen is een schilderij geschilderd door Jacques-Louis David in 1789. Het hangt sinds 1793 in het Louvre.

## Beschrijving
Het werk is geschilderd in de neoklassieke stijl. Links is Lucius Junius Brutus zittend afgebeeld. Rechts staat zijn vrouw. David liet zich inspireren op een Romeinse legende. Nadat Brutus de koning uit Rome had verdreven, de republiek had ingesteld en zelf consul was geworden, probeerde de afgezette koning zijn macht te heroveren door middel van een staatsgreep. Het complot werd echter ontdekt en de samenzweerders door Brutus ter dood veroordeeld. Het bleek echter dat tussen de samenzweerders ook zijn twee zonen zaten. Bitter volhardend veroordeelde hij toch alle samenzweerders ter dood. David zoomt in op het moment dat Brutus' zoons dood worden teruggebracht nadat hij hen zelf ter dood heeft veroordeeld.
Belisarius vraagt om een aalmoes (1780) · Portret van dokter Alphonse Leroy (ca. 1783) · De eed van de Horatii (1784) · De dood van Socrates (1787) · De lictoren brengen Brutus de lichamen van zijn zonen (1789) · De dood van Marat (1793) · De Sabijnse vrouwen (1799) · Portret van Henriette de Verninac (1799) · Portret van Madame Récamier (1800) · Napoleon steekt de Alpen over (1801-1805) · Portret van Pius VII (1805) · De kroning van Napoleon (1806-07) · De verdeling van de adelaars (1810) · Portret van graaf Antoine Français de Nantes (1811) · Keizer Napoleon in zijn studeerkamer in de Tuilerieën (1812) · Apelles schildert Campaspe in aanwezigheid van Alexander de Grote (ca. 1812) · Mars ontwapend door Venus (1824)